# Alboloduy
Alboloduy ist ein Ort und eine Gemeinde (municipio) mit insgesamt 585 Einwohnern (Stand: 2024) im Süden der Provinz Almería in der autonomen Region Andalusien. Teile des Gemeindegebiets befinden sich im Nationalpark Sierra Nevada.

## Lage und Klima
Der Ort Alboloduy liegt am Río Nacimiento in einem Tal der Berglandschaft der Alpujarras etwa 40 km (Fahrtstrecke) nordwestlich der am Mittelmeer gelegenen Provinzhauptstadt Almería in einer Höhe von ca. 375 m. Das Klima ist gemäßigt bis warm; der eher spärliche Regen (ca. 300 mm/Jahr) fällt – mit Ausnahme der meist extrem trockenen Sommermonate – verteilt übers Jahr.

## Bevölkerungsentwicklung
| Jahr      | 1857 | 1900 | 1981 | 2000 | 2020 |
| Einwohner | 2252 | 2178 | 1863 | 812  | 609  |

Die Mechanisierung der Landwirtschaft, die Aufgabe bäuerlicher Kleinbetriebe („Höfesterben“) und der daraus resultierende Verlust von Arbeitsplätzen hat einen immer noch anhaltenden Bevölkerungsschwund zur Folge.

## Wirtschaft
Noch in der frühen Neuzeit lebten die Bewohner des Ortes als Selbstversorger von den Erträgen ihrer Felder und Hausgärten. Außerdem wurde in geringem Umfang auch Viehzucht (v. a. Schafe, Ziegen und Schweine) betrieben; Esel wurden als Tragtiere gehalten. Dieser Zustand änderte sich erst mit dem Ausbau der Infrastruktur im 20. Jahrhundert. Heute dominieren weite Oliven- und Mandelbaumplantagen. Im Ort selbst haben sich Kleinhändler, Handwerker und Dienstleister aller Art angesiedelt.

## Geschichte
Auf dem Gemeindegebiet wurden einige wenige Zeugnisse aus der späten Bronzezeit (ca. 6. Jahrhundert v. Chr.) gefunden; römische und westgotische Spuren fehlen. Es ist davon auszugehen, dass Berber aus dem Maghreb im 8. Jahrhundert die eigentlichen Gründer des Ortes waren, der im ausgehenden 15. Jahrhundert von den Christen rückerobert (reconquista), aber noch für kurze Zeit dem letzten Emir von Granada, Boabdil, als Lehen überlassen wurde. Viele Mauren aus dem Süden Spaniens zogen sich in dieser Zeit in die abgelegenen Berge der Alpujarras zurück; vereinzelte Versuche zur endgültigen Christianisierung schlugen fehl, doch nach den Moriskenaufständen der Jahre 1499 bis 1501 und 1568 bis 1571 wurden die letzten Muslime zu Beginn des 17. Jahrhunderts ausgewiesen bzw. umgesiedelt.

## Sehenswürdigkeiten

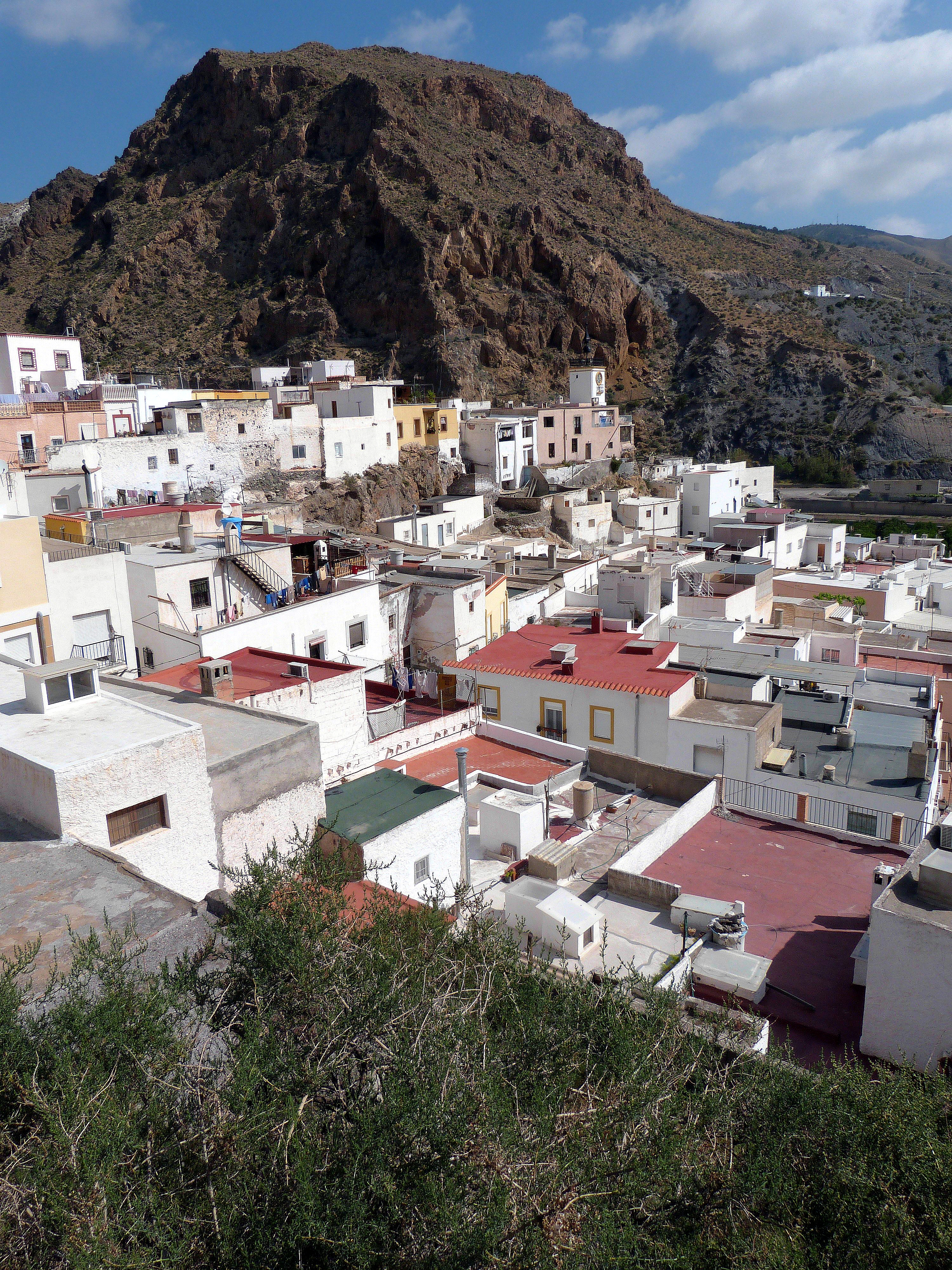
Alboloduy

- Die zumeist aus Bruchsteinen gemauerten, aber verputzten und weißgetünchten Häuser im alten Ortskern haben allesamt Flachdächer. Einige Abschnitte der Gassen des Ortes sind überbaut (tinaos).
- Die Iglesia de San Juan Bautista ist Johannes dem Täufer geweiht. Sie entstand in der Zeit um 1800, doch ihr Außenwanddekor zeigt eindeutige Anlehnungen an den Mudéjar-Stil, wohingegen das einschiffige Innere der Kirche insgesamt neoklassische Züge trägt und von mehreren Seitenkapellen begleitet wird.
- Einige repräsentative Wohnbauten (palacios) bereichern das Ortsbild.
- Eine mehrrohrige Brunnenanlage (fuente) konnte auch als Waschplatz (lavadero) genutzt werden.

Umgebung
- Auf dem Gemeindegebiet stehen zwei durchaus sehenswerte Kapellen (ermitas).[4]